# Mark Neeleman
Mark Neeleman (Bagdad, 16 april 1959) is een Nederlands zeiler. 
Hij nam voor Nederland vijfmaal deel aan de Olympische Spelen, een recordaantal voor de Nederlandse zeilsport. Op de Spelen van 1980 en 1984 behaalde hij respectievelijk een achtste en een negende plaats in de Finn klasse. 
Op de Spelen van 1992 werd hij samen met Jos Schrier vierde in de Star klasse en op de Spelen van 2000 behaalde hij, eveneens met Jos Schrier een zesde plaats, opnieuw in de Star klasse. Vervolgens werd hij, weer in de Star klasse, veertiende op de Spelen van 2004, nu met Peter van Niekerk. Tijdens deze vijf Olympische Spelen werden in totaal 3 dagoverwinningen behaald.
Neeleman won de Conny van Rietschoten Trofee in 1991. 

## Palmares
- 1977 - WK, Laser,
- 1979 - WK, Finn,
- 1980 - OS, Finn, 8e
- 1982 - EK, Finn,
- 1983 - WK, Finn,
- 1984 - OS, Finn, 9e
- 1992 - OS, Star, 4e
- 1993 - Primus Inter Pares[1], regenboog,
- 1995 - WK, J22,
- 2000 - OS, Star, 6e
- 2000 - WK, Star, 5e
- 2003 - EK, Star,
- 2003 - WK,
- 2004 - WK, Star, 4e
- 2004 - OS, Star, 14e
- 2004 - EK, Star,
- 2005 - Primus Inter Paris, Olympiajol,
- 2008 - Primus Inter Paris, Draak,
- 2013 - NK Teamzeilen voor verenigingen,

Verder werd Neeleman 23 keer Nederlands kampioen in diverse zeilklassen waaronder de Finn, Star, J22, Olympiajol, Regenboog, Draak en Pampus. 